# Авраам I Кашкарский
Мар Авраа́м I (также называемый Мар Ораха́м I из Кашкара; ум. ок. 171 года или ок. 152 года) — легендарный епископ Селевкии—Ктесифона с 159 по 171 годы или с 130 по 152 годы.
Несмотря на то, что ряд учёных, например авторитетный специалист в истории Церкви Востока Жан-Морис Фье (1914—1995), ставят под сомнение его существование, Авраам по-прежнему помещается в списки Ассирийских Патриархов Востока. Жан-Морис Фье утверждал, что фигура Мар Авраама, епископа Селевкии—Ктесифона, была изобретена в VI веке для того, чтобы преодолеть временной разрыв между апостолом Марием, легендарным основателем персидской церкви и Мар Папой бар Аггаем, первым исторически подтверждённым епископом Селевкии—Ктесифона III века.

## Жизнь Авраама I
По преданию, происходил из семьи Иакова, брата Иисуса Христа. Рукоположён во епископство в Антиохии и направлен в Парфянское царство руководить тамошней общиной христиан. Епископскую кафедру занимал 12 лет. Фрагмент хроники Григория Бар-Эбрея, излагает следующие биографические сведения о епископе:
6. После Абреса — Авраам.
 Он также происходил из семьи Иакова, брата Господня. Хиротонисан в Антиохии и отправлен на восток, где в то время христиане подвергались гонениям со стороны персов. Сын персидского царя страдал эпилепсией, и царю доложили, что глава христианской религии Мар Авраам был в состоянии вылечить его. Царь, вызвав Авраама к себе и заметив на его лице печаль и грусть, спросил о причине. Тогда Авраам рассказал о преследованиях со стороны персов, и от которых страдает он и его люди. Царь обещал прекратить преследование христиан, если Авраам исцелит его сына. В ответ на это святой человек помолился и возложил руки на царского сына, который мгновенно исцелился, а для верующих настал мир. Авраам возглавлял свою общину в течение двенадцати лет, после он мирно скончался.